# Hordiivka, Lîpoveț
Hordiivka (în ucraineană Гордіївка) este un sat în comuna Troșcea din raionul Lîpoveț, regiunea Vinnița, Ucraina.

## Demografie
Componența lingvistică a localității Hordiivka
     Ucraineană (100%)
Conform recensământului din 2001, toată populația localității Hordiivka era vorbitoare de ucraineană (100%).